# Semjon Alexejewitsch Lawotschkin

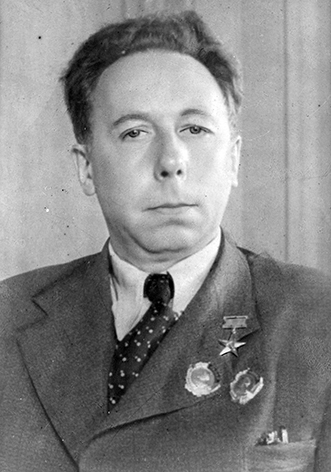
Semjon Alexejewitsch Lawotschkin im Jahr 1943

Semjon Alexejewitsch Lawotschkin (russisch Семён Алексеевич Лавочкин, wiss. Transliteration Semën Alekseevič Lavočkin; * 29. Augustjul. / 11. September 1900greg. in Petrowitschi; † 9. Juni 1960 in Moskau) war ein sowjetischer Flugzeugkonstrukteur und der Leiter des OKB Lawotschkin. Bekanntheit erlangte er vor allem durch seine im Zweiten Weltkrieg in großer Zahl eingesetzten Jagdflugzeugtypen.

## Leben und Wirken
Semjon Lawotschkin entstammte einer Smolensker Lehrerfamilie und besuchte das dortige Gymnasium. Nach dem Abschluss im Jahre 1918 meldete er sich zur Armee. 1920 begann er ein Studium an der Technischen Hochschule Moskau, das er 1927 abschloss. Es folgte ein zweijähriges Praktikum in der Konstruktionsabteilung von Andrei Tupolew am Zentralen Aero- und Hydrodynamischen Institut, wo er an der Serienvorbereitung des schweren Bombers TB-3 beteiligt war. Während des Praktikums arbeitete Lawotschkin 1928 auch kurzzeitig in der Abteilung des in der UdSSR tätigen Franzosen Paul Richard, der Wasserflugzeuge konstruierte. Dort kam er in Kontakt zu anderen Konstrukteuren, die später Bekanntheit erlangen sollten, beispielsweise Sergei Koroljow, Michail Gurewitsch und Nikolai Kamow. 1929 erhielt er sein Diplom. In der folgenden Zeit wechselte Lawotschkin mehrfach die Konstruktionabteilungen und war unter anderem auch an der Schukowski-Universität an der Entwicklung eines Großflugzeuges beteiligt. Zu Anfang der 1930er-Jahre ging er zum Zentralen Konstruktionsbüro in die Abteilung von Wladimir Tschischewski, die Stratosphärenflugzeuge und -ballons sowie Druckkabinen entwickelte. Da Lawotschkin sich in zunehmendem Maße für die Konstruktion von Jagdflugzeugen interessierte, wechselte er zu Dmitri Grigorowitsch. Dort war er an den Jägerprojekten I-Z und „LL“ beteiligt. Letzteres existierte allerdings nur als Attrappe. Anschließend wurde er zur Hauptverwaltung der Flugzeugindustrie versetzt.
Als 1938 nach den Erfahrungen im Spanischen Bürgerkrieg und am Chalchin Gol klar war, dass die sowjetischen Jägerkonstruktionen hinter den internationalen Maßstäben zurückgeblieben waren, wurde die Entwicklung neuer Typen in Auftrag gegeben. Lawotschkin beteiligte sich an der Ausschreibung und entwickelte in seinem 1939 gegründeten Konstruktionsbüro zusammen mit Michael Gudkow und Wladimir Gorbunow die in mehreren tausend Exemplaren produzierten LaGG-1- bzw. LaGG-3-Jäger. Daraus entstanden die beiden erfolgreichen Typen La-5 und La-7, die zu den besten sowjetischen Jagdflugzeugen des Zweiten Weltkrieges zählen. Von 1941 bis 1945 wurden insgesamt über 22000 Lawotschkin-Jäger produziert.
In der Nachkriegszeit verloren Lawotschkins Flugzeuge jedoch an Bedeutung. Die Nachfolgemodelle La-9 und La-11 von 1944/45 bzw. 1947 waren die letzten sowjetischen Jäger mit Kolbenmotor und gingen noch in eine begrenzte Produktion, sie wurden jedoch nach kurzer Dienstzeit durch die neuen Strahlflugzeuge ersetzt. Lawotschkins Konstruktionsbüro wechselte ebenfalls zum Strahlflugzeugbau, nachdem es noch im Krieg Versuche mit Raketen- und Staustrahltriebwerken durchgeführt hatte. Zwar wurde von den Neuentwicklungen nur die La-15 in den Truppendienst übernommen, aber durch die Experimente mit der neuen Antriebsart ebnete das OKB den Weg für andere Typen. So wurde die erfolgreiche MiG-15 mit dem von Lawotschkin an der La-160 getesteten Pfeilflügel ausgestattet. Die La-176 erreichte am 26. Dezember 1948 als erstes Flugzeug in der sowjetischen Geschichte Überschallgeschwindigkeit. Das letzte von Semjon Lawotschkin entwickelte Muster war der Abfangjäger La-250 aus dem Jahre 1956. Anschließend verlagerte sich der Schwerpunkt des Konstruktionsbüros beginnend mit der La-350 Burja auf Marschflugkörper, Boden-Luft-Raketen und Raumfahrtprojekte.
Lawotschkin starb im Alter von 59 Jahren während der Erprobung des RS-25-Dal-Flugabwehrsystems in Sary-Schagan an einer Herzinsuffizienz. Die aus dem OKB hervorgegangene NPO Lawotschkin ist heute vor allem in der Raumfahrttechnik tätig.
Lawotschkin hatte seit 1944 den Rang eines Generalmajors des ingenieurtechnischen Dienstes inne und war seit 1958 korrespondierendes Mitglied der Akademie der Wissenschaften der UdSSR. 1943 und 1956 wurde er Held der sozialistischen Arbeit. Den Stalinpreis erhielt er insgesamt viermal in den Jahren 1941, 1943, 1946 und 1948 sowie dreimal den Leninorden und einmal den Rotbannerorden. Am 5. November 1944 erhielt er die Medaille „Für Verdienste im Kampf“, zum Kriegsende erhielt er u. a. die Medaillen „Sieg über Deutschland“ und „Für den Sieg über Japan“.